# Savoie
Savoie (arpitan: Savouè d’Avâl) är ett franskt departement, beläget i sydöstra delen av landet, i regionen Auvergne-Rhône-Alpes i de franska Alperna. Huvudort är Chambéry. I den tidigare regionindelningen som gällde fram till 2015 tillhörde Savoie regionen Rhône-Alpes.
Savoie var tillsammans med Haute-Savoie de två departement i regionen Savojen som övertogs av Frankrike 24 mars 1860 efter freden i Turin.